# Jerzy Lgocki
Jerzy Kamil Andrzej Lgocki ps. „Jastrząb”, „Leszek”, „Jerzy” h. Jastrzębiec (ur. 31 października 1893 w Łopusznej, zm. 25 stycznia 1945 w KL Neuengamme) – pułkownik pożarnictwa, major artylerii Wojska Polskiego, kawaler Orderu Virtuti Militari, współtwórca i pierwszy komendant Strażackiego Ruchu Oporu „Skała”.

## Życiorys

### Dzieciństwo i młodość
Był jedynym synem Aleksandra Lgockiego h. Jastrzębiec, właściciela majątku dworskiego w Łopusznej (ur. 1855, zm. 10 listopada 1914 w Nowym Targu) i Anieli Szczytnickiej h. Belina, kierowniczki jednoklasowej szkoły powszechnej w Łopusznej (ur. ok. 1870, zm. ?). W 1900 roku Aleksander Lgocki z rodziną przeniósł się do Nowego Targu. Zamieszkali w domu zlokalizowanym przy ulicy Zygmunta Krasińskiego 9 (ówcześnie Nowy Targ 46). W 1904 roku Lgocki zaczął uczęszczać do C.K. Gimnazjum w Nowym Targu (obecnie I Liceum Ogólnokształcące im. Seweryna Goszczyńskiego w Nowym Targu), które ukończył 29 czerwca 1909 roku w klasie V b. Maturę zdał jako eksternista w Gimnazjum św. Jacka w Krakowie.

### I wojna światowa
W 1914 roku rozpoczął studia na Akademii Handlowej w Wiedniu. Powołany został do c. i k. armii. Walczył na froncie rosyjskim i włoskim. W 1917 roku ukończył kurs artylerii fortecznej w Trieście oraz Trydencie. Brał udział w Bitwie nad Piawą. Jego oddziałem macierzystym był 3 pułk artylerii fortecznej. Na stopień podporucznika został mianowany ze starszeństwem z 1 sierpnia 1916 roku w korpusie oficerów rezerwy artylerii fortecznej. W październiku 1918 został przydzielony do c. k. Komendy Placu w Nowym Targu. W nocy z 31 października na 1 listopada uczestniczył w akcji rozbrajania żołnierzy austriackich w Nowym Targu (uczestnikiem tej akcji był m.in. Ottokar Brzoza-Brzezina). 1 listopada wstąpił ochotniczo do Wojska Polskiego. 6 listopada 1918 roku pluton pod jego dowództwem zajął Suchą Górę oraz Głodówkę. Wraz z księdzem Ferdynandem Machayem brał udział w rozmowach ze Słowacką Radą Narodową związanych z tematem przynależności Orawy do Polski.

### Wojna z bolszewikami oraz III powstanie śląskie
Od 1 lipca do października 1920 roku w czasie wojny z bolszewikami walczył jako dowódca 7. baterii III dywizjonu 6 pułku artylerii polowej. Odpierała atak 1 Armii Konnej Siemiona Budionnego w rejonie Łucka, Buga i Brodów.
W grudniu 1920 roku zamieszkał z żoną w Radziwiłłowie, gdzie otrzymał działkę jako osadnik wojskowy.
3 maja 1921 roku przy okazji uroczystości związanych z rocznicą uchwalenia Konstytucji 3 maja w Zakopanem zorganizował grupę ochotników na III powstanie śląskie. Do wieczora zapisało się 40 osób, kolejne 20 osób dołączyło do ochotników w Nowym Targu, a następne 20 przyłączyło się w Krakowie. Ochotnicy otrzymali ze zbrojowni 4 pułku strzelców podhalańskich 60 karabinów typu Mannlicher, kilka granatów ręcznych oraz skrzynie amunicji. 5 maja 1921 roku przyjechali do Sosnowca, tego samego dnia por. Lgocki meldował gotowość swojego oddziału do walki w Naczelnej Komendzie Wojsk Powstańczych w Szopienicach. Tam otrzymał informację, że potrzebna jest artyleria, postanowił więc wrócić do Krakowa, gdzie otrzymał z 6 Pułku Artylerii Polowej 2 armatki kalibru 75 mm oraz niezbędne wyposażenie. W czasie nieobecności dowódcy powstańcy przeszli niezbędne przeszkolenie, po jego powrocie utworzyli oni 2. baterię I dywizjonu artylerii. Dowódcą baterii został Lgocki, który następnie pełnił funkcję dowódcy I Dywizjonu Artylerii. Stan osobowy baterii wynosił 82 lub 103 osoby. Swój chrzest bojowy przeszli 9 maja w miejscowości Ujazd. 10 maja 1921 baterii udało się zdobyć fragment mapy Górnego Śląska, która była wykorzystywana przez zwiad baterii, następnie walczyli w miejscowościach takich jak Sławęcice, Zalesie, Lichynia, Leśnica. 4 czerwca bateria zajęła pozycję między Sławęcicami a Zalesiem, gdzie osłaniała odwrót powstańczej piechoty oraz odpierała atak od strony Góry Św. Anny, zadając duże straty piechocie niemieckiej. 5 czerwca bateria została skierowana do Pławniowic, skąd Lgocki prowadził ostrzał Sławęcic. Od 9 czerwca bateria znajdowała się na linii Łany – Pławniowice – Brzezinka. 13 czerwca otrzymała rozkaz przejazdu z Łanów do Słupska. Bateria zakończyła szlak bojowy 1 lipca 1921 roku w Rudzie Śląskiej, zdemobilizowana została 2 lipca 1921 roku w Dworach k. Oświęcimia. Powstańcy powrócili do Zakopanego 4 lipca, w czasie powstania nie ponieśli żadnych strat.
Faktycznie akcja werbunkowa miała miejsce 8 maja, o czym wspomina „Gazeta Zakopiańska”. Spisujący po 60 latach wspomnienia Władysław Cielecki prawdopodobnie nie pamiętał dokładnej daty akcji werbunkowej, ale pamiętał, że miała ona związek z rocznicą uchwalenia Konstytucji 3 maja.

### Odznaka Pamiątkowa 2. baterii artylerii

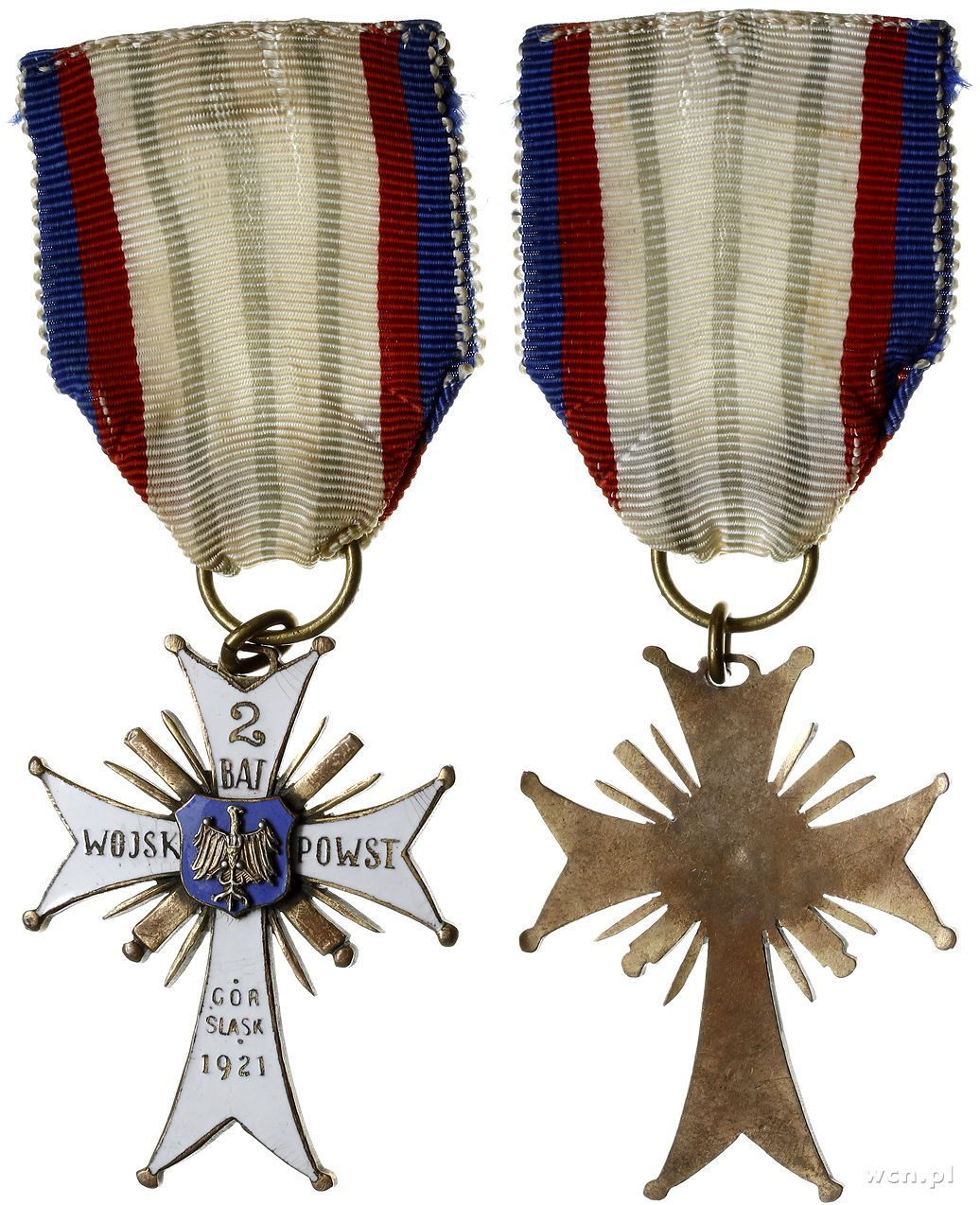
Odznaka 2. Baterii Artylerii.

Po rozwiązaniu baterii kan. Mieczysław Różański, członek baterii, wystąpił z prośbą do Lgockiego, aby jako formę upamiętnienia bohaterskich walk baterii wybić pamiątkową odznakę. Jego pomysł oraz projekt zyskał akceptację Lgockiego oraz pozostałych dowódców. Wykonano 82 egzemplarze odznaki, czyli tyle, ile liczyła bateria, po czym matryca została komisyjnie zniszczona. Odznaka została ustanowiona rozkazem Głównego Sztabu Wojsk Powstańczych w 1921 roku. Nadawana była za zasługi w walce w szeregach 2. Baterii. Odznaka wykonana jest w kształcie krzyża łacińskiego z pozłacanego metalu. Ramiona są emaliowane na biało, pomiędzy nimi znajdują się dwie skrzyżowane armaty i bagnety. W środku krzyża znajduje się emaliowana na niebiesko tarcza z orłem. Odznaka miała wymiary 49 mm X 39 mm. Wykonawcą był Henryk Waldyn, grawernik z Krakowa

### Działalność w Straży Pożarnej

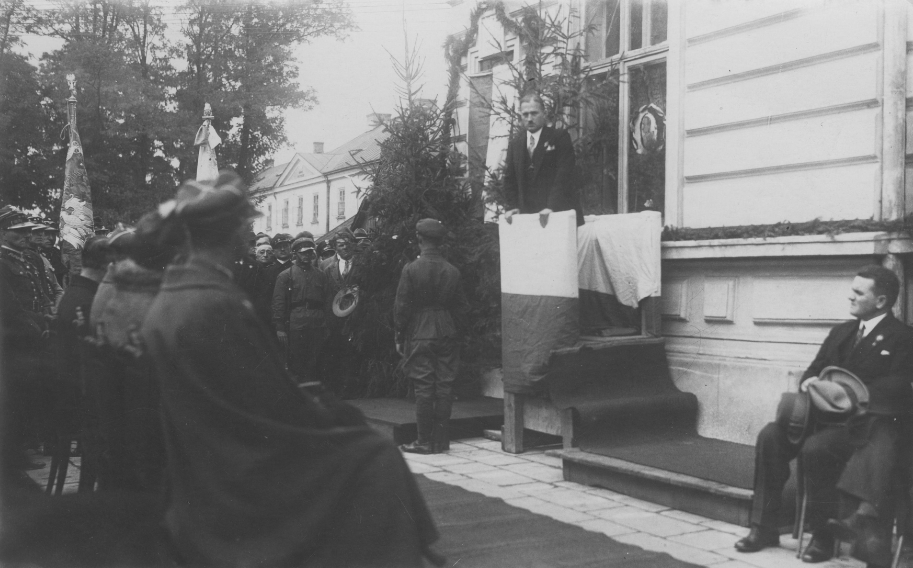
Jerzy Lgocki podczas uroczystości w Jaśle.

Od 1931 roku pełnił funkcję komisarza rządowego w Jaśle. Kierował pracami magistratu, zajmował się regulacją miejskich finansów oraz był członkiem Rady Szkolnej Miejscowej. Za jego kadencji powołano m.in. Straż Obywatelską. 7 stycznia 1933 roku zrezygnował z pełnionej funkcji i przeniósł się do Krakowa, gdzie rozpoczął pracę w Związku Straży Pożarnych Okręgu Województwa Krakowskiego. Będąc w Krakowie został mianowany Komornikiem Prowizorycznym. W 1935 roku po ukończeniu kursu oficerskiego w Lublinie, został mianowany dowódcą II Oddziału Warszawskiej Straży Ogniowej. W 1936 roku pełnił funkcję Referenta Wydziału Organizacyjno – Administracyjnego Związku Straży Pożarnych. W kwietniu 1936 roku został skierowany na 4 tygodniową praktykę do Ochotniczej Straży Pożarnej w Łodzi celem pogłębienia fachowych wiadomości pożarniczych. 24 marca 1938 roku brał udział jako przedstawiciel Straży Ogniowej m. st. Warszawy w posiedzeniu Komisji dla spraw obrony przeciwlotniczej i bezpieczeństwa przeciwpożarowego Zamku Królewskiego w Warszawie.

### Ochotniczy Korpus Zaolziański

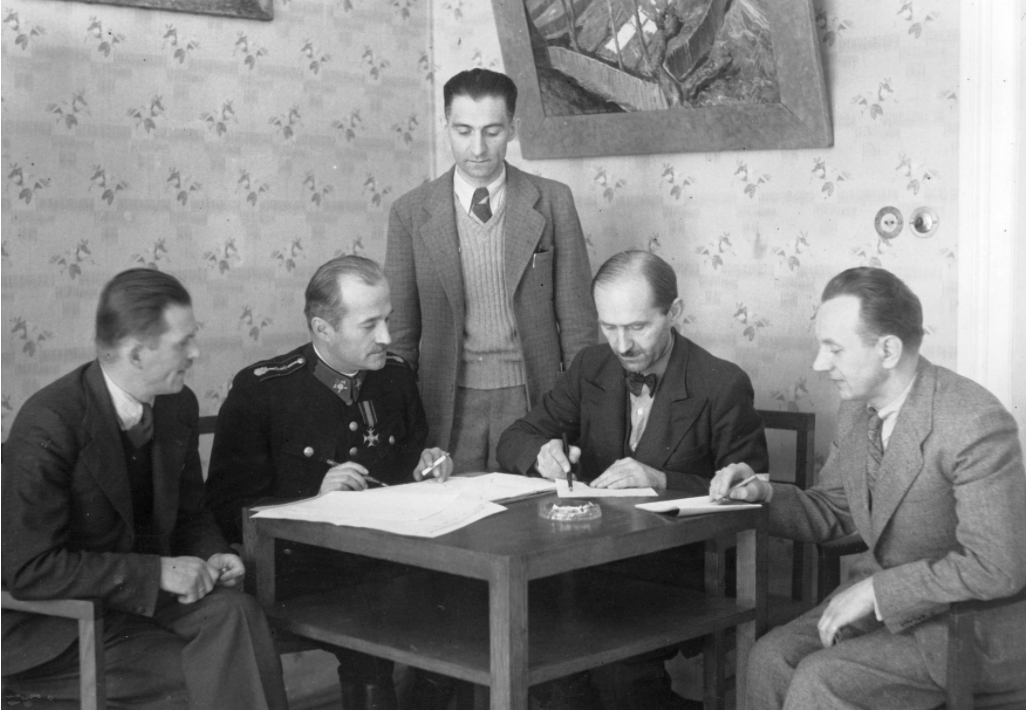
Spotkanie Ochotniczego Korpusu Zaolziańskiego, Lgocki w mundurze strażackim z Virtuti Militari.

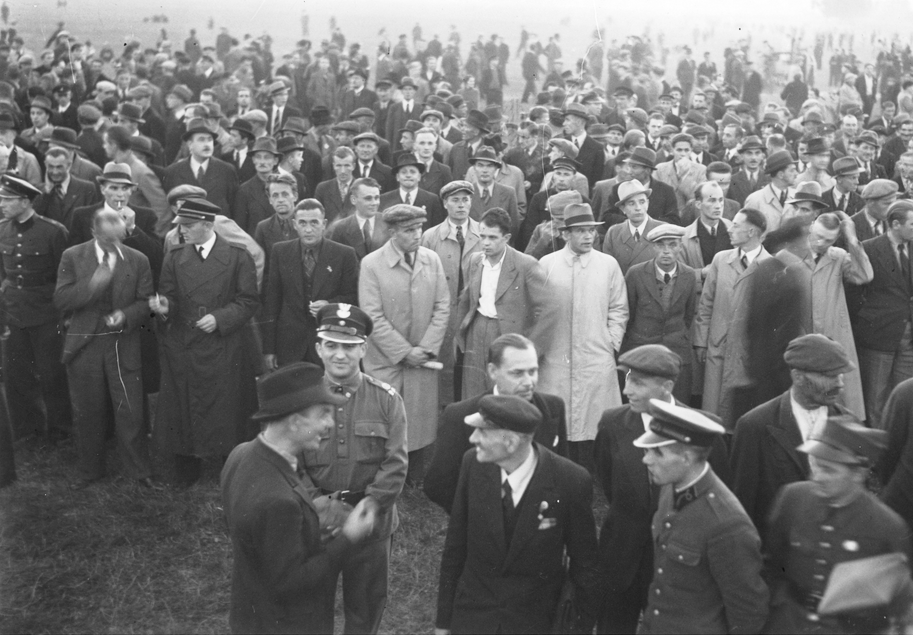
Zbiórka Ochotniczego Korpusu Zaolziańskiego na Polu Mokotowskim, 1938 r.

23 września 1938 roku w Warszawie z inicjatywy warszawskiego oddziału Związku Powstańców Śląskich został powołany Ochotniczy Korpus Zaolziański. Jego Komendantem został Jerzy Lgocki. W pierwszym dniu akcji werbunkowej w Warszawie zapisało się ponad 10 tysięcy ochotników. Akcja werbunkowa objęła całą Polskę. 27 września 1938 roku odbyła się pierwsza zbiórka ochotników na Polu Mokotowskim, która przyciągnęła kilkudziesięciotysięczny tłum warszawiaków. Liczba ochotników przekraczała wszelkie oczekiwania. „Lgocki objechał szeregi oraz wygłosił przemówienie, w którym zaznaczył, że są oni żołnierzami, którzy mają spokojnie czekać rozkazu, jaki wezwie ich do akcji”. Na zbiórkę przybyło 14 tysięcy 300 szeregowych i 3 tysiące oficerów oraz podoficerów. 1 października 1938 roku Korpus został rozwiązany.
W październiku 1938 roku została ufundowana kopia Obrazu Matki Boskiej Częstochowskiej do kościoła w Karwinie. Przekazanie kopii obrazu odbyło się z udziałem m.in. Lgockiego oraz o. Piusa Przeździeckiego OSPPE – generała Zakonu Świętego Pawła Pierwszego Pustelnika.

### II wojna światowa i Strażacki Ruch Oporu „Skała”
Po wybuchu II wojny światowej został zmobilizowany prawdopodobnie w szeregi Armii „Modlin”. 7 września 1939 roku objął stanowisko oficera liniowego w dowództwie dzielnicy Warszawa – Północ Ośrodka Pożarniczego Obrony Warszawy.

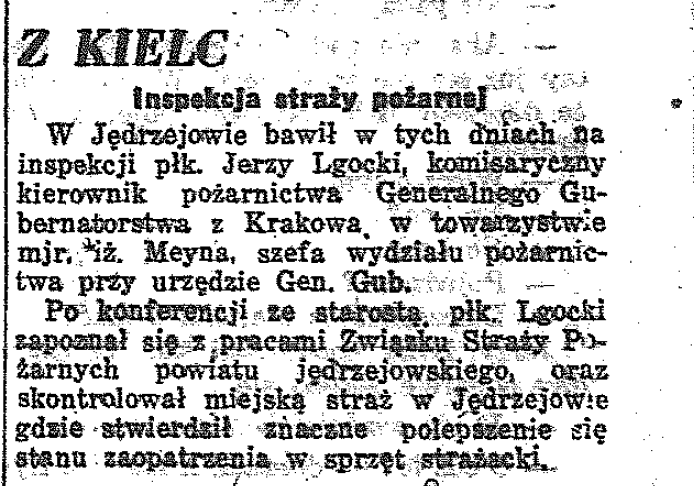
Inspekcja w Jędrzejowie – Kurier Częstochowski nr 275, 27.11.1940

23 grudnia 1939 roku w siedzibie II Oddziału Warszawskiej Straży Ogniowej przy ulicy Senatorskiej 16 w Warszawie odbyło się spotkanie w którym brał udział Jerzy Lgocki, Stanisław Gieysztor (komendant Warszawskiej Straży Ogniowej), Szymon Jaroszewski (Szef Sztabu WSO), Bolesław Chomicz (w latach 1921–1926 prezes Zarządu Głównego Związku Straży Pożarnych), Jan Sztromajer (w latach 1925–1929 naczelny inspektor w Głównym Związku Straży Pożarnych), Leon Korzewnikjanc (do 1939 roku komendant Zawodowej Straży Pożarnej w Gdyni), Stanisław Drożdżeński (dowódca I Oddziału WSO), Henryk Markowski (dowódca V Oddziału WSO), Feliks Nowotny (kierownik Wydziału Administracyjnego w ZG ZSP RP), Antoni Barcikowski (naczelnik OSP na Mokotowie) oraz Eugeniusz Empacher (oficer WSO). Uczestnicy powołali do życia konspiracyjną organizację Strażacki Ruch Oporu „Skała”. Jej Komendantem został Lgocki, który przyjął pseudonim „Jastrząb”. W trakcie zebrania ustalono 8 okręgów:
- I Stołeczny pod dowództwem kpt. poż. St. Drożdżeńskiego;
- II Warszawsko – Lubelsko – Białostocki pod dowództwem Bolesława Chomicza;
- III Wileński pod dowództwem por. poż. Longina Wojciechowskiego (późniejszy adiutant 5 Wileńskiej Brygada Armii Krajowej i dowódca 4 Wileńskiej Brygada Armii Krajowej „Narocz”);
- IV Krakowski pod dowództwem mjr poż. Jana Dura:
- V Radomsko – Częstochowski pod dowództwem ppłk poż. Józefa Mikuły (następca Lgockiego na stanowisku Komendanta SRO od stycznia 1944);
- VI Łódzko – Poznańsko – Katowicki pod dowództwem kpt. poż. Jana Czapskiego;
- VII Gdańsko – Toruńsko – Bydgoski pod dowództwem mjr poż. Adama Bartoszewskiego;

- VIII Lwowski pod dowództwem kpt. poż. Ludwika Książka[29].

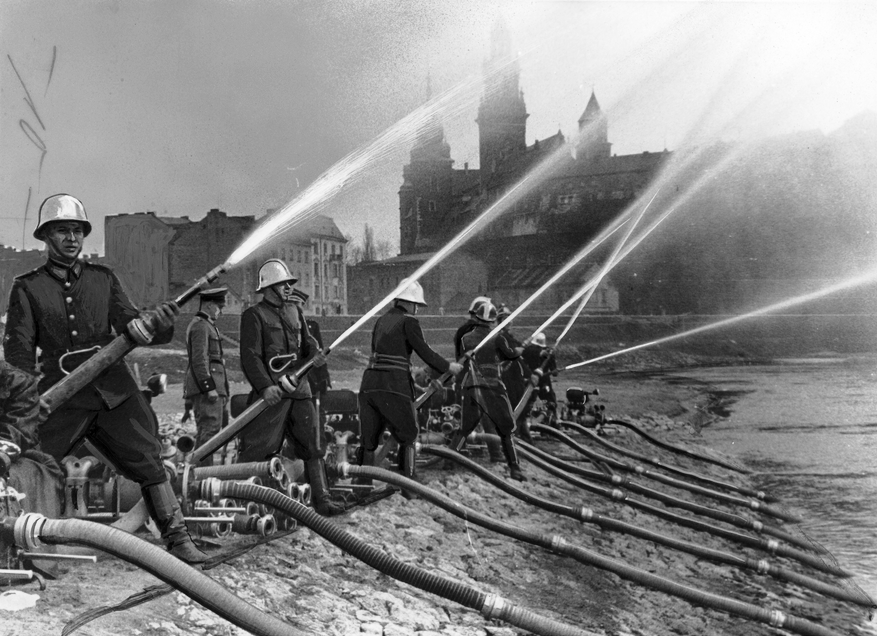
Ćwiczenia krakowskiej straży pożarnej. Widoczni strażacy przy pompach wodnych nad Wisłą. W tle widoczny Wawel, 1941 r.

Podczas spotkania wyznaczono również cele SRO:
1. Ochrona mienia i majątku obywateli polskich przez pożarami i innymi klęskami;
2. Pozorowanie gaszenia pożarów majątku okupanta;
3. Prowadzenie wrogiej działalności w szeregach strażackich przeciwko okupantowi oraz podejmowanie walki z okupantem;
4. Ukrywanie w szeregach strażackich patriotów polskich pod legitymacją OSP, zwłaszcza zaangażowanych na stanowiskach w różnych organizacjach ruchu oporu;
5. Ukrywanie broni, odbiorników radiowych i innego zakazanego sprzętu;
6. Otaczanie opieką potrzebujących wsparcia i pomocy materialnej;
7. Współdziałanie z każdą organizacją mającą na celu odzyskanie niepodległości;
8. Tworzenie zasobów technicznych przydatnych do działań gaśniczych i wojennych;
9. Na wypadek powstania i działań wojennych przygotowanie oddziałów strażackich do tymczasowego pełnienia służby bezpieczeństwa na terenach wyzwolonych;
10. W ramach ogólnego szkolenia pożarniczego przeprowadzenie szkolenia w zakresie wojskowym;
11. Organizowanie zespołów dywersyjno – sabotażowych i partyzanckich;
12. Organizowanie wspólnie z PCK schronisk dla inwalidów wojennych;
13. Prowadzenie warsztatów rusznikarskich, produkcja ręcznych granatów oraz środków zapalających.

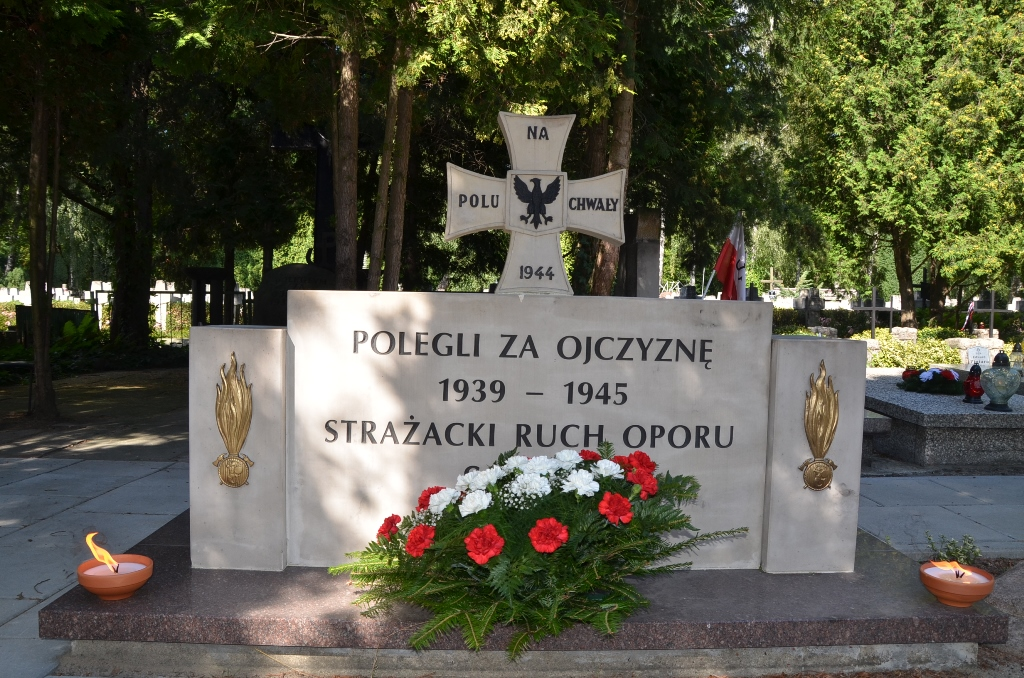
Pomnik Strażackiego Ruchu Oporu „Skała” w Warszawie.

Działalność organizacji oparto na ścisłej tajemnicy, bez jakiejkolwiek dokumentacji.
Liczebność członków SRO w szczytowym okrasie szacuje się na 80 – 120 tys. członków. SRO współpracowała z AK i popierała Rząd RP na Uchodźstwie.
Ułatwieniem działalności konspiracyjnej był fakt, że w 1940 roku Lgocki objął urząd Komisarycznego Kierownika Technicznego Polskich Straży Ogniowych w Generalnym Gubernatorstwie z siedzibą w Warszawie, a następnie w Krakowie. Z jego inicjatywy powstała Centralna Szkoła Pożarnicza (obecnie w jej budynku mieści się Szkoła Główna Służby Pożarniczej), która oprócz oficjalnego programu pożarniczego realizowała także konspiracyjny, który miał za zadanie przygotowanie strażaków do działalności w zbrojnej konspiracji. Zorganizowana została także filia Szkoły w Starym Sączu. Jej Komendantem był Stanisław Mazan, rozstrzelany w 1944 roku (ojciec Leszka Mazana).
Latem 1942 roku został zdekonspirowany. Zagrożony aresztowaniem zrezygnował z pełnienia funkcji Kierownika Technicznego.
W listopadzie 1943 roku Lgocki i Korzewnikjanc zdecydowali o przyłączeniu „Skały” do Korpus Bezpieczeństwa. Korzewnikjanc został Szefem Sztabu KB oraz dowódcą zbrojnych oddziałów KB.
Jednym z członków „Skały” był płk poż. Władysław Pilawski.
We wspomnieniach Józefa Mikuły znajduje się historia związana z wprowadzeniem stopni w strażach pożarnych:

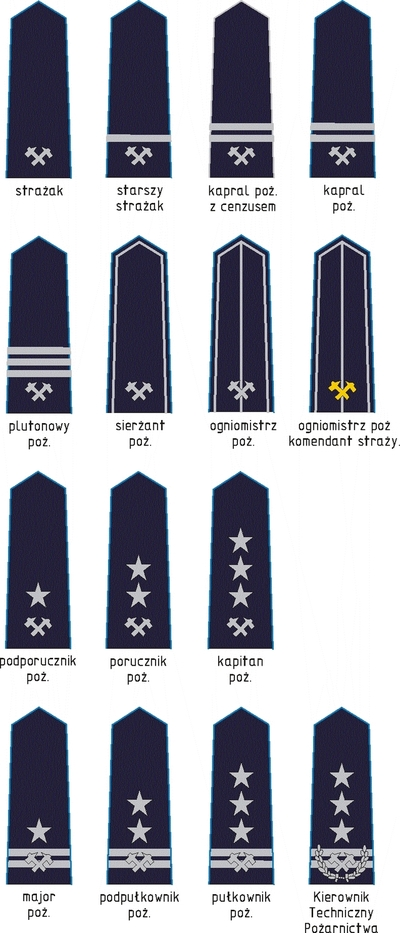
Stopnie wprowadzone z inicjatywy Jerzego Lgockiego w strażach pożarnych w 1940 roku.

„Na jednym ze spotkań ze mnę, Lgocki powiadomił mnie, że Niemcy zadają od niego projektu regulaminu i umundurowania polskich straży pożarnych. Osobiście jest za wprowadzeniem dla zawodowo pracujących (członków korpusu technicznego) dystynkcji starszeństwa wg nomenklatury wojskowej, a dla ochotników wg regulaminu byłego Związku Straży Pożarnych RP. Kolor munduru wyjściowego granatowy, a nakrycie głowy – rogatywki. Dystynkcje i znaki strażackie, guziki koloru srebrnego oraz dla oficerów pasy koalicyjne. W oparciu o były regulamin dla oficerów Korpusu Technicznego Związku Straży Pożarnych RP, dotychczasowe stopnie starszeństwa postanowiliśmy przemianować następująco: starszy inspektor – pułkownik pożarnictwa, Inspektor – podpułkownik pożarnictwa, młodszy inspektor – major pożarnictwa, starszy instruktor – kapitan pożarnictwa, instruktor – porucznik pożarnictwa, młodszy instruktor – podporucznik pożarnictwa. Jednocześnie Lgocki uzasadnił powód wprowadzenia w strażach pożarnych stopni wojskowych. Głównie chodzi o aspekt patriotyczny, gdyż mundur o cechach polskich będzie widomym znakiem przyczynienia się do podtrzymywania ducha obywateli polskich i łagodzić będzie duchowo skutki okupacji. Stopnie o nomenklaturze wojskowej będą także przydatne w pracach podziemnego ruchu oporu, gdzie strukturalnie obowiązywała forma wojskowa. Osobiście zgodziłem się z inicjatywą Lgockiego. Na jednym ze spotkań oświadczył mi Lgocki, że Niemcy wyrazili zgodę na proponowany regulamin, umundurowanie i dystynkcje wg omawianego projektu, prawdopodobnie dlatego, że w taki sam obowiązuje w Rzeszy. Był to dla strażactwa polskiego nieoceniony sukces, gdyż w dalszej pracy niezmiernie ułatwiło nam to działalność i podniosło rangę pożarnictwa.”.
Lgocki był ceniony za swoją odwagę, czego dowodem jest kolejne wspomnienie Mikuły: „Zawodowo pracujących w pożarnictwie Niemcy traktowali na równi z obywatelami Generalnej Guberni. Warunki pracy wyżej wymienionych ludzi były bardzo ciężkie. Odczuwano brak umundurowania, bielizny osobistej i pościelowej i obuwia. Racje żywnościowe w stosunku do wymagań stałej sprawności fizycznej były daleko niewystarczające. Pewnego dnia płk Lgocki w towarzystwie swego adiutanta ppor. Władysława Rzeźniczka udał się do urzędu w Generalnej Guberni, któremu podlegały sprawy bezpieczeństwa. Na przyjęciu podniesionym głosem i z oburzeniem uderzając pięścią w biurko odnośnego urzędnika, zarzucił władzom niemieckim sabotaż wobec Rzeszy Niemieckiej. Zaskoczeni tak arogancki wystąpieniem Lgockiego zażądali wyjaśnień odnośnie zarzuconego im sabotażu. Lgocki przedstawił, że z powodu niewystarczających racji żywnościowych, braku podstawowego wyposażenia dla wykonywania służby pożarniczej, straże pożarne nie są zdolne do prowadzenia skutecznych akcji gaśniczych i tym samym straty pożarowe ujemnie będą odbijać się na całości gospodarczej Generalnej Guberni. Wystąpienie Lgockiego poskutkowało, gdyż poprawiły się przydziały na sorty mundurowe, pościel, bieliznę osobistą. Natomiast normy przydziału na wyżywienie pozostały bez zmian.”.

### Aresztowanie i śmierć

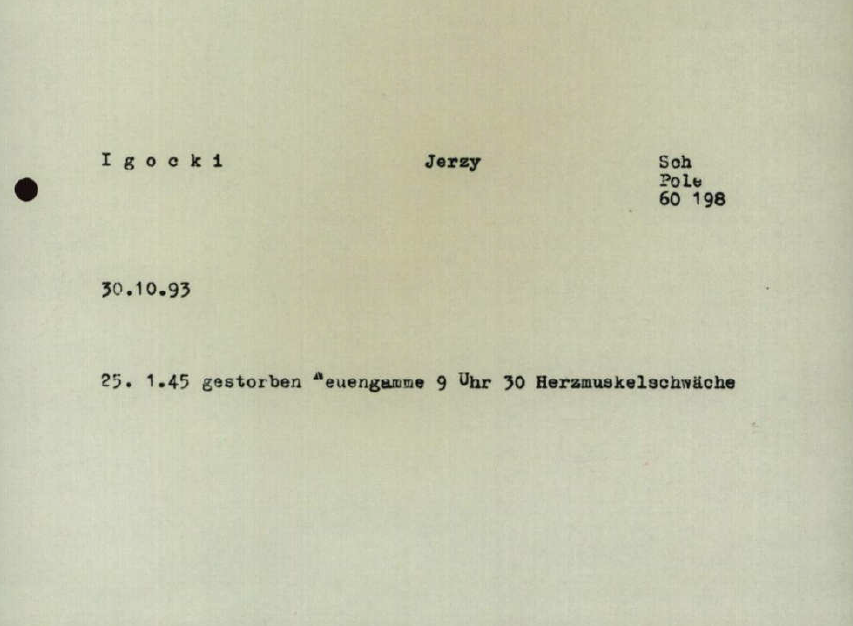
Informacja o śmierci Lgockiego z KL Neuengamme.

Lgocki z żoną i córką został aresztowany przez Gestapo w styczniu 1944 roku w mieszkaniu przy Królewskiej 37 w Warszawie. Po kilku miesiącach przesłuchań i tortur w więzieniu na Pawiak, Lgocki z grupą 600 więźniów Pawiaka został wywieziony do KL Stutthof. W obozie został zakwalifikowany jako więzień polityczny, otrzymał numer obozowy 36 167 i został osadzony w bloku XIX. Zaangażował się w działalność w obozowej konspiracji dowodzonej przez Zygmunta Rylskiego. We wrześniu lub październiku 1944 roku został przeniesiony do KL Neuengamme. Otrzymał numer 60 198. Zmarł 25 stycznia 1945 roku, wg dokumentacji zmarł o godzinie 9:30, „oficjalnie” z powodu herzmuskelschwäche, czyli osłabienia mięśnia sercowego.

## Ordery i odznaczenia
- Krzyż Srebrny Orderu Wojskowego Virtuti Militari nr 964
- Krzyż Walecznych (dwukrotnie)
- Złoty Krzyż Zasługi (dwukrotnie: po raz drugi 6 czerwca 1939[33])
- Medal Niepodległości (29 grudnia 1933)[34]
- Krzyż na Śląskiej Wstędze Waleczności i Zasługi
- Gwiazda Górnośląska
- Odznaka Pamiątkowa 2. baterii artylerii

## Awanse
- Podporucznik (Armia Austro – Węgier) – ze starszeństwem z 1 sierpnia 1916 w korpusie oficerów rezerwy artylerii fortecznej;
- Porucznik (Wojsko Polskie) – 1918;
- Kapitan – starszeństwo z dnia 1 czerwca 1919[35];
- Major – ze starszeństwem z dniem 19 marca 1939 i 9. lokatą w korpusie oficerów rezerwy artylerii[36];
- Pułkownik Pożarnictwa – lipiec 1940.

## Upamiętnienie
Jerzy Lgocki został wymieniony na jednej z tablic w I Liceum Ogólnokształcącym im. S. Goszczyńskiego w Nowym Targu upamiętniających poległych i zamordowanych uczniów oraz wykładowców w czasie I i II wojny światowej. Jerzy wraz z synem Wiesławem zostali wymienieni na tablicy poświęconej poległym mieszkańcom Łopusznej.
W dniach 29–31 października 2018 roku w Łopusznej z inicjatywy Arkadiusza Stefaniaka – Guzika, wiceprzewodniczącego Komisji ds. Młodzieży przy Okręgu Małopolska Światowego Związku Żołnierzy Armii Krajowej, odbyły się uroczystości związane ze 125. Rocznicą Urodzin Jerzego Lgockiego, podczas których odbyła się sesja naukowa poruszająca wątki biograficzne Lgockiego (jednym z wykładowców był ppłk dr Janusz Kamocki, żołnierz NOW – AK). 31 października odbył się symboliczny pogrzeb Lgockiego. Po Mszy Św. sprawowanej w Kościele Świętej Trójcy i św. Antoniego Opata w Łopusznej została złożona urna zawierająca ziemię z KL Stutthof i Neuengamme w symbolicznym grobie Lgockiego na cmentarzu w Łopusznej.
31 października 2019 roku w ramach uroczystości 126. Rocznicy Urodzin Jerzego Lgockiego przy Kościele w Łopusznej został posadzony poświęcony mu dąb pamięci. Organizatorem uroczystości był Związek Kombatantów RP i Byłych Więźniów Politycznych w Nowym Targu.

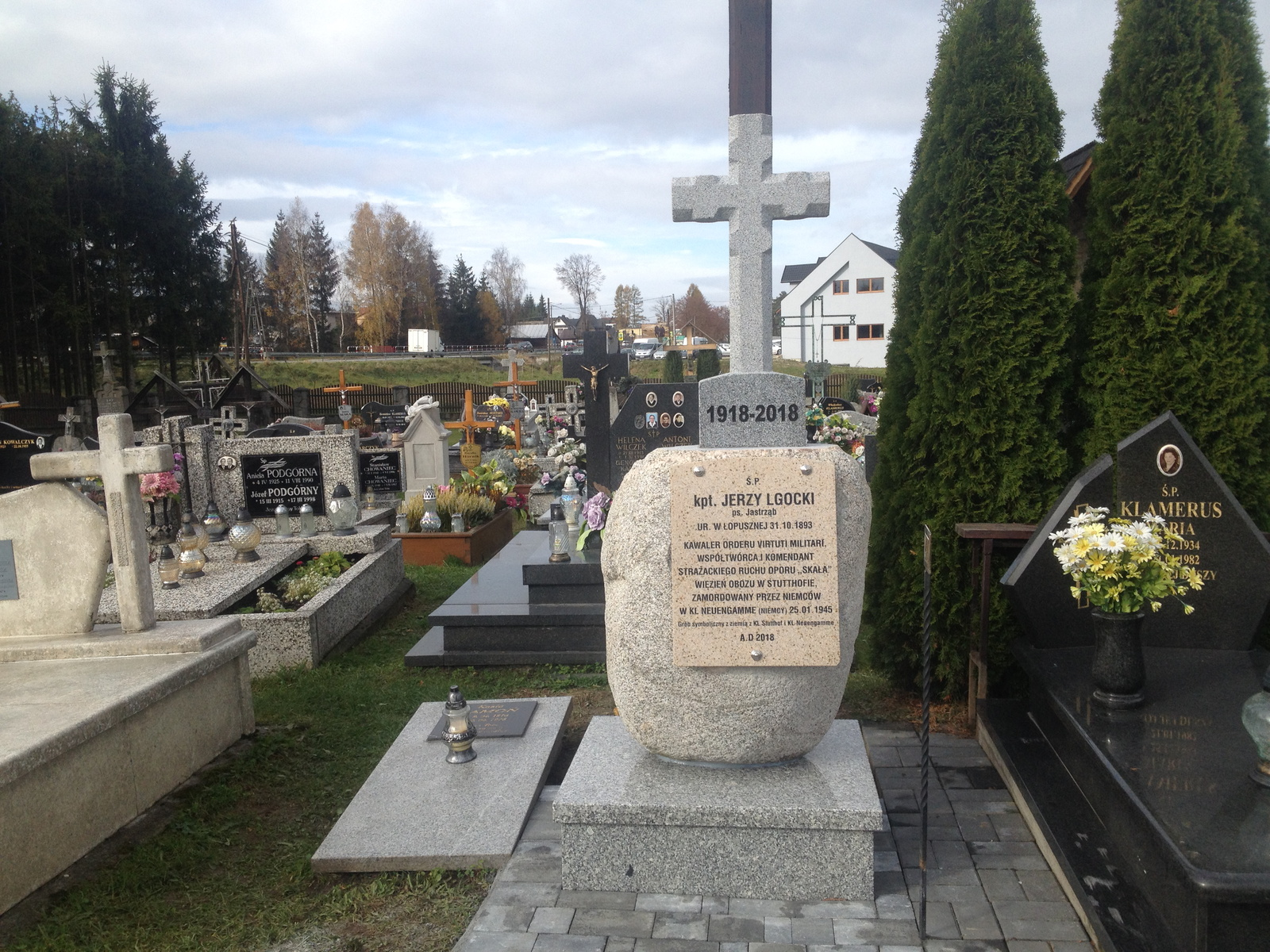
Symboliczny grób Lgockiego na cmentarzu w Łopusznej.

Na prośbę Arkadiusza Stefaniaka–Guzika Szef Urzędu do Spraw Kombatantów i Osób Represjonowanych wystąpił z wnioskiem do Prezydenta RP o odznaczenie Lgockiego Krzyżem Komandorskim z Gwiazdą Orderu Odrodzenia Polski, jednak Prezydent nie nadał odznaczenia.
W grudniu 2020 roku na sklepieniu Bazyliki Wniebowzięcia Najświętszej Maryi Panny w Gdańsku zawieszona został dedykowana mu złota gwiazda w sektorze G6.
W dniach 18–20 czerwca 2021 roku odbyły się w Zakopanem uroczystości związane z 100. rocznicą wymarszu ochotników na III powstanie śląskie. 20 czerwca odsłonięty został pomnik upamiętniający wymarsz ochotników pod dowództwem Lgockiego, stanął on przy ulicy Powstańców Śląskich, która nazwę otrzymała w latach 80. XX wieku z inicjatywy ostatnich żyjących członków 2. baterii mieszkających w Zakopanem.

## Rodzina
Był żonaty z Janiną Ustupską (ur. 26 grudnia 1890 w Zakopanem), więźniarką KL Ravensbrück (numer obozowy 40 417). Mieli troje dzieci:

### Wiesław Lgocki
Ur. 21 maja 1919 roku, członek Strażackiego Ruchu Oporu „Skała”, pełnił funkcję łącznika pomiędzy Komendą Główną SRO a jednostkami terenowymi. Działał pod pseudonimem „Jastrzębiec”. Był słuchaczem pierwszego kursu oficerskiego w Centralnej Szkole Pożarniczej w Warszawie, gdzie uzyskał stopień podporucznika pożarnictwa. Zginął rozstrzelany w więzieniu Montelupich w Krakowie w listopadzie 1943 roku. W październiku 2018 roku Biuro Poszukiwań i Identyfikacji Instytutu Pamięci Narodowej otrzymało materiał DNA od wnuka Jerzego Lgockiego, który ma posłużyć do poszukiwań ciała Wiesława.

### Krystyna Zofia

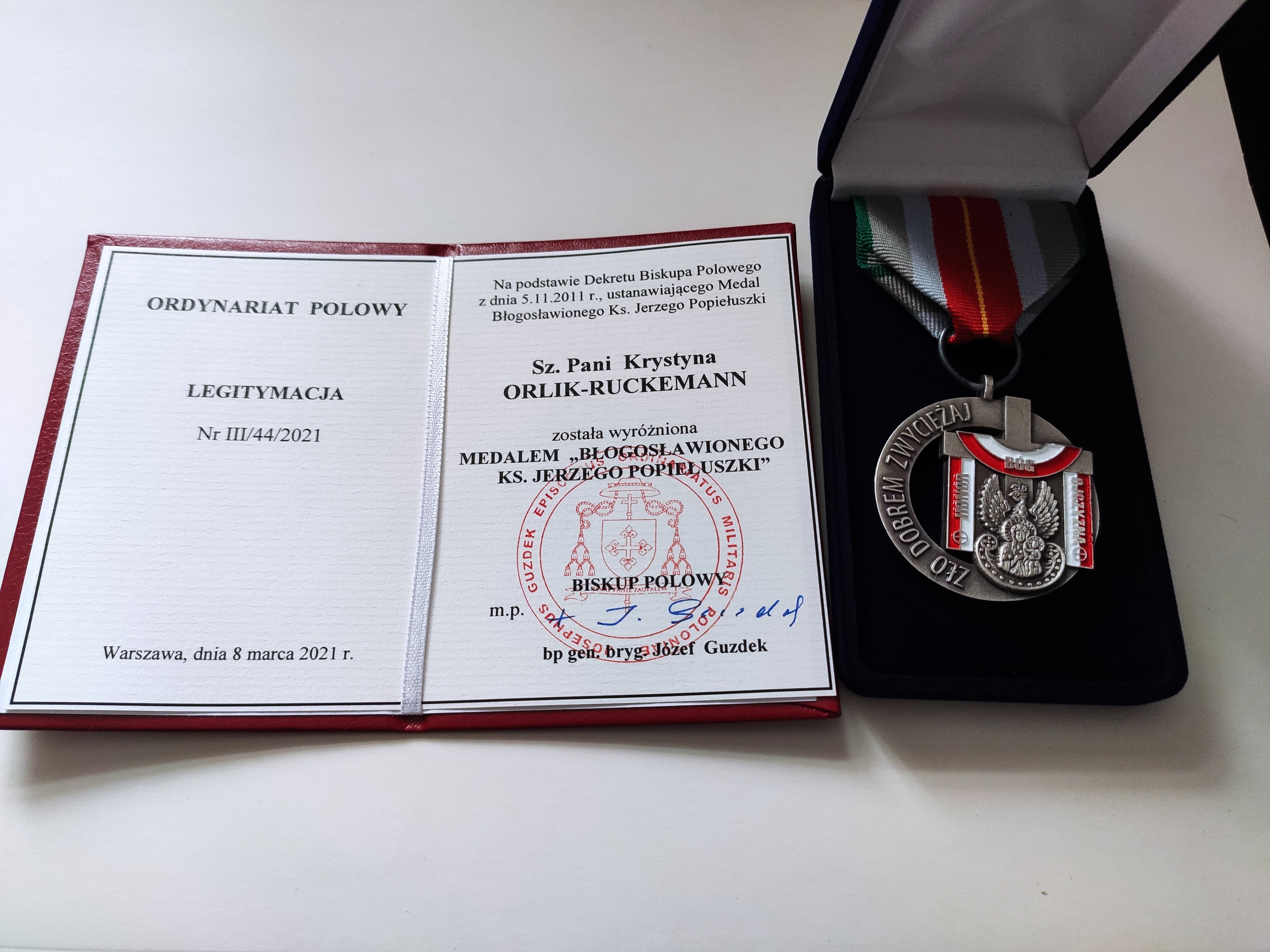
Medal Bł. Ks. Jerzego Popiełuszki przyznany Krystynie Orlik – Rückemann

Ur. 28 września 1923 roku w Radziwiłłowie, członek Strażackiego Ruchu Oporu, była sanitariuszką w jedynej zbrojnej akcji „Skały” w Skrzydlnej, która miała miejsce 21 października 1943 roku. Została aresztowana i przewieziona do więzienia Montelupich, następnie do KL Ravensbrück (numer obozowy 42 836). Po wojnie wyjechała do Szwecji, a następnie do Kanady wraz z matką. W latach 50. XX wieku w Kanadzie wyszła za Kazimierza Orlika–Rückemanna (1925–2019), syna generała Wilhelma Orlika – Rückemanna. Mieli dwójkę dzieci: Jerzego Wiesława (1948–2016) oraz Andrzeja (ur. 1951). Po wojnie została odznaczona Krzyżem Walecznych, zamieszkała w Ottawie. Decyzją biskupa polowego Wojska Polskiego Józefa Guzdka z dnia 8 marca 2021 odznaczona została Medalem Błogosławionego ks. Jerzego Popiełuszki. Zmarła 28 czerwca 2022 w Ottawie.

### Danuta Aleksandra Maria
Urodzona 26 marca 1926 roku w Radziwiłłowie, zm. 1998 – została aresztowana wraz z ojcem i matką w styczniu 1944 roku i wraz z nimi przewieziona na Pawiak. Wraz z matką 27 maja 1944 roku wywieziona do KL Ravensbrück (numer obozowy 40 416). Po wyzwoleniu obozu i podróży do Szwecji wyjechała do USA. Wyszła za mąż za Andrzeja Kazimierza Górskiego (ur. 4.03.1921 w Poznaniu, zm. 23.01.2013 w USA) – lotnika Dywizjonu 300 „Ziemi Mazowieckiej”, dwukrotnego kawalera Krzyża Walecznych. Zmarli bezpotomnie, pochowani zostali w Doylestown w Pensylwanii.

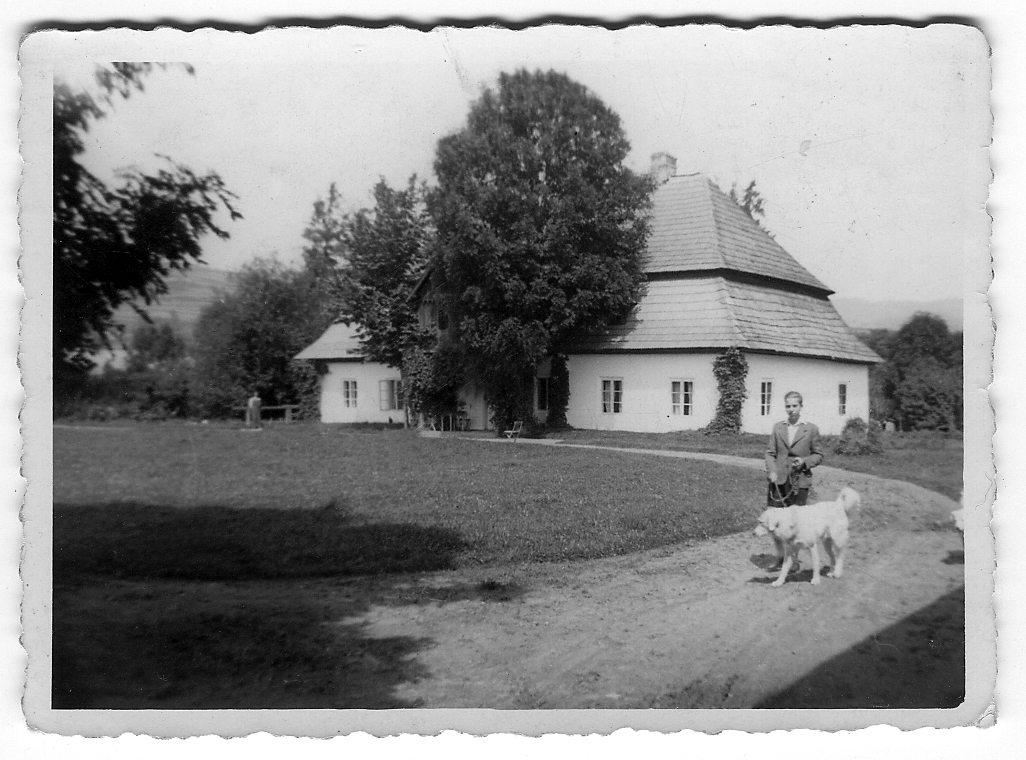
Dwór w Łopusznej, lata 30. XX wieku.

Kuzyni Jerzego, Stefan Lgocki (ur. 23.01.1894, zm. 2.04.1974, kapitan rezerwy WP, żołnierz 3 Pułku Piechoty II Brygady Legionów Polskich, uczestnik wojny z bolszewikami, kawaler Orderu Wojennego Virtuti Militari, Krzyża Walecznych i Krzyża Niepodległości. Wójt gminy Łopuszna w latach 1935–1939, członek Bezpartyjnego Bloku Współpracy z Rządem i poseł na Sejm z ramienia Obozu Zjednoczenia Narodowego) oraz Wawrzyniec Lgocki (ur. 5.08.1891, zm. 6.04.1943, naczelnik Drużyny Podhalańskiej w Łopusznej, żołnierz 3 Pułku Piechoty II Brygady Legionów Polskich, odznaczony Medalem Niepodległości), po śmierci ich ojca Stanisława odziedziczyli Łopuszną. Wieś pozostała w rękach rodziny Lgockich do 1949 roku, kiedy to zostali eksmitowani. W czasach PRL-u zabytkowy drewniany dworek został przejęty przez Skarb Państwa i przekazany na rzecz PGR-u. W maju 1978 roku Muzeum Tatrzańskie im. dra Tytusa Chałubińskiego w Zakopanem przejęło dwór i zorganizowało tam stałą wystawę dotyczącą historii właścicieli wsi oraz samego dworku. Na mocy umowy z października 2018 roku, dwór stał się własnością Muzeum Tatrzańskiego.
Aleksander Lgocki pełnił wiele funkcji społecznych. Był m.in. długoletnim dyrektorem Powiatowej Kasy Oszczędności, wicemarszałkiem powiatu nowotarskiego oraz skarbnikiem Komitetu Budowy Nowego Kościoła Parafialnego w Nowym Targu.
Był spokrewniony z Włodzimierzem Tetmajerem (który był świadkiem na ślubie Aleksandra i Anieli), Kazimierzem Przerwą-Tetmajerem oraz Janem Włodzimierzem Lgockim, pierwszym dyrektorem Zakładu Ubezpieczeń Społecznych.